# Málinec
Málinec (deutsch Malintz, ungarisch Málnapatak) ist eine Gemeinde in der Süd-Mitte der Slowakei, mit 1393 Einwohnern (Stand 31. Dezember 2024) und gehört zum Okres Poltár, einem Kreis des Banskobystrický kraj.

## Geographie
Die Gemeinde liegt am oberen Flussverlauf des Ipeľ im Gebirge Stolické vrchy (Teil des Slowakischen Erzgebirges). Das Gemeindegebiet ist recht vielfältig, mit dem Berg Bykovo (1111 m n.m.) am oberen Ende des Málinec-Tales und dem niedrigsten Punkt Bystrianka (261 m n.m.) am unteren Ende. Oberhalb des Dorfes befindet sich der Stausee Málinec, die hauptsächlich der regionalen Wasserversorgung dient. Das Ortszentrum liegt auf einer Höhe von 290 m n.m. und ist 12 Kilometer von Poltár gelegen.

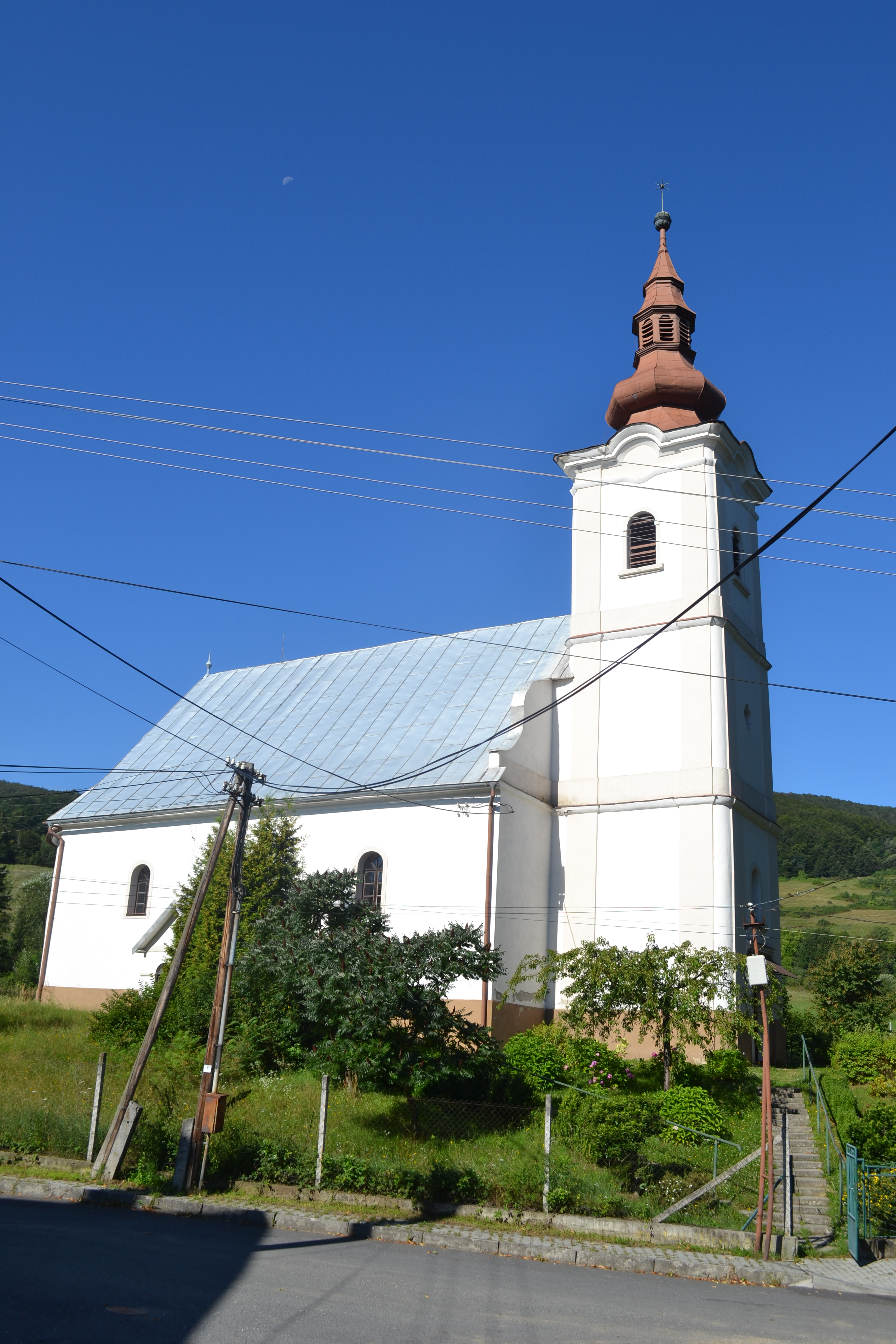
Evangelisch-lutherische Kirche in Málinec

Verwaltungstechnisch gliedert sich die Gemeinde in die Ortsteile Dobrý Potok, Chladná Studňa, Ipeľ, Málinec und Vlčovo.

## Geschichte
Málinec wurde zum ersten Mal 1212 schriftlich erwähnt und gehörte zu Herrschaftsgebieten verschiedener Burgen: Ozdín, Divín, Fülek und Salgó. Im 16. Jahrhundert wurde Málinec von den Türken heimgesucht. 1828 sind 154 Häuser und 1304 Einwohner verzeichnet.
Anfang des 19. Jahrhunderts begannen die ersten Glashütten zu entstehen, die allerdings oft seine Besitzer und Betreiber wechselten. Die erste entstand 1820 im heutigen Gemeindegebiet von Látky, die aber Anfang des 20. Jahrhunderts stillgelegt wurde. In Málinec selbst wurde eine Glashütte 1852 gegründet und bis zum Ersten Weltkrieg entstand in der Umgebung noch vier weitere. Des Weiteren gründete man zwei Dampfsägen, einige Wassersägen sowie Steinbrüche. Dies spiegelte sich in der Bevölkerungszahl wider: 1910, noch im damaligen Gemeindegebiet sind 6341 Einwohner verzeichnet. In kurzer Zeit wurden alle Glashütten bis zum Jahr 1932 wieder geschlossen, 1934 doch noch die in Málinec wieder gegründet. Der Höhepunkt erreichte die Gemeinde im Jahr 1940, mit 7635 Einwohnern. Nach dem Zweiten Weltkrieg nahm die Bevölkerungszahl stark ab, da große Teile der Bevölkerung in die Glashütten im böhmischen Grenzgebiet sowie in das Tal entlang der ungarischen Grenze absiedeln: 1950 lebten hier „nur“ 2793 Einwohner. 1953 gliederte sich die Gemeinde Látky aus, 1956 folgte auch Ipeľský Potok, das aber 1990 wieder eingemeindet wurde. Die letzte Glashütte wurde 2003 endgültig stillgelegt; seither leidet der Ort, wie die umliegende Region, unter der hohen Arbeitslosigkeit.

## Bevölkerung
| Jahr                | 1994 | 2004    | 2014    | 2024    |
| ------------------- | ---- | ------- | ------- | ------- |
| Anzahl der Personen | 1502 | 1458    | 1504    | 1393    |
| Unterschied         |      | −2,92 % | +3,15 % | −7,38 % |

| Jahr                | 2023 | 2024    |
| ------------------- | ---- | ------- |
| Anzahl der Personen | 1381 | 1393    |
| Unterschied         |      | +0,86 % |

Ergebnisse nach der Volkszählung 2001 (1461 Einwohner):
| Nach Ethnie: - 96,24 % Slowaken - 2,87 % Zigeuner - 0,21 % Magyaren - 0,21 % Tschechen | Nach Religion: - 51,33 % evangelisch - 32,38 % römisch-katholisch - 13,96 % konfessionslos - 1,78 % keine Angabe |

## Bauwerke
- evangelische Kirche von 1795 (Turm von 1820)
- römisch-katholische Kirche der Heiligsten Dreifaltigkeit von 1995
- spätbarocker Glockenturm von 1763